# Graça Aranha
Graça Aranha är en kommun i Brasilien.   Den ligger i delstaten Maranhão, i den östra delen av landet, 1 200 km norr om huvudstaden Brasília. Antalet invånare är 6 140.
Omgivningarna runt Graça Aranha är huvudsakligen savann. Runt Graça Aranha är det glesbefolkat, med 20 invånare per kvadratkilometer.